# ETV50
ETV50は、NHK教育テレビ開局50周年を記念した特別番組、イベント・キャンペーンの総称。

## 概要
1959年1月10日の開局から50周年を迎えたNHK教育テレビの2009年・年間プロジェクト。キャンペーンテーマは「学ぶ冒険」。イメージキャラクターは「Mr.脳」。城島茂がETV50応援団長として関連番組に出演する。

## 番組一覧
| シリーズ番組                                                                                                | シリーズ番組 |
| 番組名 | 放送期間 |
| --- | --- |
| もう一度見たい教育テレビ                                                                                    | 2009年01月05日 - 2009年12月31日 |
| 子どもサポートネット                                                                                        | 2009年01月09日 - 2010年07月05日 |
| ETV特集 シリーズ「日本と朝鮮半島2000年」                                                                    | 2009年04月26日 - 2010年01月31日 |
| 単発番組 | |
| 番組名 | 放送日時 |
| クイズ 学ぶ冒険 ETV50プロローグ                                                                             | 2009年01月03日 土曜日18:00-18:45 |
| いま 学ぶ冒険へ! 山の分校・2009                                                                             | 2009年01月04日 日曜日22:20-22:40 |
| 教育テレビが見つめた くらしまるごと半世紀                                                                   | 2009年01月05日 月曜日21:00-23:00 |
| 教育テレビの逆襲 よみがえる巨匠のコトバ                                                                     | 2009年01月06日 火曜日21:00-23:00 |
| こどものきもち24じ                                                                                          | 2009年01月07日 水曜日21:00-23:00 |
| 天才てれびくんMAX 新春歌合戦inふれあいホール                                                                | 2009年01月08日 木曜日18:20-18:55 |
| 青春集合!アラハタのすべて                                                                                   | 2009年01月08日 木曜日21:00-23:00 |
| クラシック・アーカイブ 和洋名演名舞台                                                                       | 2009年01月09日 金曜日21:00-24:30 |
| あつまれ!キッズソング50 〜スプー・ワンワン宇宙の旅〜                                                        | 2009年01月10日 土曜日15:00-17:00 |
| 春・イチオシ!                                                                                               | 2009年03月28日 土曜日18:50-19:10 |
| キャラクター大集合 とどけ!みんなの元気パワー 輝け!こども番組元気だ!大賞                                     | 2009年09月21日 月曜日09:00-10:15 |
| 天才てれびくんMAX Dreaming〜時空をこえる希望の歌〜                                                          | 2009年09月22日 火曜日09:00-10:15 |
| 美の贈り物 美術番組ベストセレクション                                                                       | 2009年10月30日 金曜日22:25-23:40 |
| 生放送!ETV50学ぶ冒険 NHK教育フェア2009                                                                      | 2009年10月31日 土曜日09:50-17:00 |
| おかあさんといっしょファミリーコンサート NHKホール・2009秋 星空のメリーゴーラウンド〜50周年記念コンサート〜 | 2009年11月23日 月曜日09:00-10:102009年12月14日 月曜日08:35-09:00 (前編) 2009年12月15日 火曜日08:35-09:00 (中編) 2009年12月16日 水曜日08:35-09:00 (後編)で三分割で放送。 |
| NHKこどもミュージカル「エルコスの祈り」                                                                     | 2009年12月23日 水曜日09:00-10:40 |
| 定時番組 | |
| 番組名 | 放送期間 |
| 獣の奏者 エリン                                                                                             | 2009年01月10日 - 2009年12月26日 |
| カラフル! 世界の子どもたち                                                                                  | 2009年04月02日 - 現在放送中 |
| 連続人形活劇 新・三銃士                                                                                     | 2009年10月12日 - 2010年05月28日 |

## クイズ 学ぶ冒険 ETV50プロローグ
NHK教育テレビ50年の歴史をクイズで振り返る番組。
放送日時
- 2009年1月3日 土曜日18:00-18:45（NHK総合テレビ）

出演者
- 司会：城島茂（TOKIO）、渡邊あゆみ
- 高橋英樹、片岡鶴太郎、大桃美代子、パパイヤ鈴木、林家正蔵、石井正則、半田健人、大沢あかね　小林綾子　山口もえ　小島あやめ

## もう一度見たい教育テレビ

### 概要
2008年11月1日から2009年10月31日まで行われた「もう一度見たい教育テレビ」視聴者投票、55万通のリクエストをもとに構成された特別番組。

### 第1弾
放送日時
- 2009年1月5日 - 2009年1月9日 平日20:00-20:45

出演者
- 司会：いとうせいこう、小林千恵

放送リスト
- 2009年1月5日 青春のテレビ 若者番組
- 2009年1月6日 初めて出会うテレビ 子ども番組
- 2009年1月7日 教室で見たテレビ 学校放送
- 2009年1月8日 人生を豊かにするテレビ 教養番組
- 2009年1月9日 くらしに役立つテレビ 趣味・実用番組

### 第2弾 こどもの日スペシャル
「もう一度見たい教育テレビ」リクエストの中間発表として、リクエストの多いキャラクターのベスト50を発表。「おかあさんといっしょのたいそうのおにいさん大集合」や「おーい!はに丸くんの今」などのスペシャル企画のほか、『はたらくおじさん』の新作を放送、番組の人気キャラクターだった「タンちゃん」の代わりを城島茂が務めた。
放送日時
- 2009年5月5日 火曜日09:00-11:00

出演者
- 司会：渡邊あゆみ、城島茂（TOKIO）
- 砂川啓介、岡田祥造、向井忠義、天野勝弘、佐藤弘道、小島あやめ、TIM、チョー、三波豊和、野沢雅子、千葉千恵巳、山口とも、田中真弓、安西正弘、根岸朗

### 第3弾 青春プレイバック
若い広場、YOUからしゃべり場、青春リアルまでNHK若者番組の特集番組。
放送日時
- 2009年8月2日 日曜日22:00-24:00

出演者
- 司会：渡邊あゆみ、城島茂（TOKIO）
- いとうせいこう、ダンカン、椿姫彩菜、篠山紀信、所ジョージ、コシノヒロコ、みうらじゅん

### 第4弾 学ぶ冒険
大人向け教養番組の特集番組。
放送日時
- 2009年10月25日 日曜日 9:00-9:45

出演者
- 司会：渡邊あゆみ、城島茂（TOKIO）
- 瀬戸内寂聴、蜷川幸雄、養老孟司

### フィナーレ
「もう一度見たい教育テレビ」ベスト50を紹介しながら、NHK教育テレビ歴代番組の豪華出演者とトークを繰り広げる。
放送日時
- 2009年12月31日 木曜日16:00-18:55

出演者
- 司会：渡邊あゆみ、城島茂（TOKIO）
- 中尾彬、水木一郎、田中真弓、パパイヤ鈴木、岡野綾、神崎ゆう子、安めぐみ、チョー、いつもここから、黒柳徹子、大山のぶ代、熊倉一雄、グッチ裕三、平田実音、城戸崎愛、笠原拓巳、白坂奈々、Dream5

| 位 | 番組名                    | 放送期間 | 放送期間       | 放送期間       | 備考                         |
| -- | ------------------------- | -------- | -------------- | -------------- | ---------------------------- |
| 1  | たんけんぼくのまち        |          | 1984年4月9日   | 1992年3月2日   |                              |
| 2  | 天才てれびくん            |          | 1993年4月5日   | 現在           |                              |
| 3  | にこにこぷん              |          | 1982年4月5日   | 1992年10月3日  | 『おかあさんといっしょ』内   |
| 4  | できるかな                |          | 1970年4月8日   | 1990年3月6日   |                              |
| 5  | おーい!はに丸             |          | 1983年4月13日  | 1989年3月8日   |                              |
| 6  | ピタゴラスイッチ          |          | 2002年4月9日   | 現在           |                              |
| 7  | 忍たま乱太郎              |          | 1994年10月3日  | 現在           | 放送開始前に総合テレビで放送 |
| 8  | ハッチポッチステーション  |          | 1996年4月1日   | 2005年11月1日  |                              |
| 9  | あずきちゃん              |          | 1996年7月6日   | 1999年4月3日   | 放送前にBS2で放送            |
| 10 | ひとりでできるもん        |          | 1991年4月1日   | 2006年3月31日  |                              |
| 11 | 音楽ファンタジー・ゆめ    |          | 1992年4月6日   | 1999年4月2日   |                              |
| 12 | おじゃる丸                |          | 1998年10月5日  | 現在           |                              |
| 13 | ぐ〜チョコランタン        |          | 2000年4月3日   | 2009年3月19日  | 『おかあさんといっしょ』内   |
| 14 | はたらくおじさん          |          | 1961年4月15日  | 1982年3月8日   |                              |
| 15 | セサミストリート          |          | 1972年4月9日   | 2004年4月3日   |                              |
| 16 | コレクター・ユイ          | 第1期    | 1999年4月9日   | 同年10月15日   |                              |
| 16 | コレクター・ユイ          | 第2期    | 2000年4月14日  | 同年10月20日   |                              |
| 17 | ふえはうたう              |          | 1974年4月9日   | 1997年3月10日  |                              |
| 18 | 飛べ!イサミ               |          | 1995年4月8日   | 1996年3月30日  |                              |
| 19 | ニャッキ!                 |          | 1995年4月7日   |                |                              |
| 20 | さわやか3組               |          | 1987年4月8日   | 2009年3月11日  |                              |
| 21 | ズッコケ3人組             |          | 1999年4月10日  | 1999年6月26日  |                              |
| 22 | メジャー                  |          | 2004年11月13日 | 2010年9月25日  |                              |
| 23 | いないいないばあっ!       |          | 1996年4月1日   | 現在           |                              |
| 24 | つくってあそぼ            |          | 1990年4月4日   | 2013年3月30日  |                              |
| 25 | YAT安心!宇宙旅行          |          | 1996年10月5日  | 1997年9月27日  |                              |
| 26 | それいけノンタック        |          | 1985年4月8日   | 1992年3月9日   |                              |
| 27 | 中学生日記                |          | 1972年4月9日   | 2012年3月16日  |                              |
| 28 | まちかどド・レ・ミ        |          | 1996年4月8日   | 2003年3月17日  |                              |
| 29 | ドレミファ・どーなっつ!   |          | 1992年10月5日  | 2000年3月31日  | 『おかあさんといっしょ』内   |
| 30 | 六番目の小夜子            |          | 2000年4月8日   | 2000年6月24日  |                              |
| 31 | ヤダモン                  |          | 1993年4月5日   | 1993年7月16日  |                              |
| 32 | ばくさんのかばん          |          | 1980年4月12日  | 1987年3月20日  |                              |
| 33 | いちにのさんすう          |          | 1975年4月9日   | 1995年3月17日  |                              |
| 34 | 無人惑星サヴァイブ        |          | 2003年10月16日 | 2004年10月28日 |                              |
| 35 | えいごであそぼ            |          | 1990年4月2日   | 2017年3月31日  |                              |
| 36 | いってみよう やってみよう |          | 1985年4月9日   | 2004年3月15日  |                              |
| 37 | にんぎょうげき            |          | 1956年4月9日   | 1990年3月14日  |                              |
| 38 | きょうの料理              |          | 1999年4月5日   | 現在           | 総合テレビでも放送           |
| 39 | カスミン                  |          | 2001年10月13日 | 2003年10月1日  |                              |
| 40 | うたっておどろんぱ!       |          | 1995年4月12日  | 2007年3月31日  |                              |
| 41 | 天才ビットくん            |          | 2001年4月6日   | 2007年3月30日  |                              |
| 42 | ストレッチマン            |          | 1994年4月4日   | 1999年3月10日  |                              |
| 43 | ブー・フー・ウー          |          | 1960年9月5日   | 1967年3月28日  | 『おかあさんといっしょ』内   |
| 44 | ぞうさんのあくび          |          | 1982年4月5日   | 1996年3月30日  | 『おかあさんといっしょ』内   |
| 45 | ワンツー・どん            |          | 1974年4月10日  | 1996年3月11日  |                              |
| 46 | ロボットパルタ            |          | 1994年11月8日  | 2022年2月22日  |                              |
| 47 | からだであそぼ            |          | 2004年4月5日   | 2010年3月26日  |                              |
| 48 | ツバサ・クロニクル        | 第1期    | 2005年4月9日   | 2005年10月15日 |                              |
| 48 | ツバサ・クロニクル        | 第2期    | 2006年4月29日  | 2006年11月4日  |                              |
| 49 | ざわざわ森のがんこちゃん  |          | 1996年4月8日   | 現在           |                              |
| 50 | あ・い・うー              |          | 1996年4月1日   | 2005年4月1日   | 『おかあさんといっしょ』内   |

### リクエスト番組 放送リスト
| アニメアンコール 09:00-10:45       | アニメアンコール 09:00-10:45                                  | アニメアンコール 09:00-10:45 |
| 放送日                             | リクエスト番組                                                | リクエスト番組               |
| ---------------------------------- | ------------------------------------------------------------- | ---------------------------- |
| 2009年04月29日                     | あずきちゃん 第1話「春らんまん!あずきの恋はさくら色」         | 1996年07月06日               |
| 2009年04月29日                     | あずきちゃん 第39話「さようなら!ふたりの交換日記」            | 1997年04月05日               |
| 2009年04月29日                     | 飛べ!イサミスペシャル                                         | 1995年09月30日               |
| こどもスペシャル 平日20:00-20:30   |                                                               |                              |
| 放送日                             | リクエスト番組                                                | リクエスト番組               |
| 2009年05月04日                     | ブーフーウー                                                  | 1967年03月27日               |
| 2009年05月04日                     | ブーフーウー 最終回                                           | 1967年03月28日               |
| 2009年05月05日                     | たんけんぼくのまち 第2回「作るぞ!チョーさんのひみつ地図」     | 1984年04月23日               |
| 2009年05月05日                     | 今よみがえる!たんけんぼくのまち2009                           | 新作番組                     |
| 2009年05月06日                     | おーい!はに丸 第1回「あなたとわたし」                         | 1983年04月13日               |
| 2009年05月06日                     | ひとりでできるもん! 第1回「はじめてのたまごクッキング」       | 1991年04月01日               |
| 2009年05月07日                     | はたらくおじさん「でんしゃこうじょう」                        | 1981年12月07日               |
| 2009年05月07日                     | ふえはうたう「たのしいリコーダー 1」                          | 1989年04月03日               |
| 2009年05月08日                     | ハッチポッチステーション                                      | 2002年05月28日               |
| 2009年05月08日                     | できるかな 最終回「変身」                                     | 1990年03月06日               |
| 若い広場&YOU 平日20:00-20:45       |                                                               |                              |
| 放送日                             | リクエスト番組                                                | リクエスト番組               |
| 2009年08月03日                     | 若い広場「矢沢永吉からのメッセージ」                          | 1980年02月03日               |
| 2009年08月04日                     | 若い広場「オフコースの世界」                                  | 1982年03月21日               |
| 2009年08月05日                     | YOU 第1回「ナメずシラケずツッパラず サラリーマンは不滅です」  | 1982年04月10日               |
| 2009年08月06日                     | YOU「誰でもミュージシャン パートII YMOの音楽講座」            | 1983年06月11日               |
| 2009年08月07日                     | YOU「RCふたたび」                                             | 1983年08月27日               |
| 教養番組アンコール 平日20:00-20:45 |                                                               |                              |
| 放送日                             | リクエスト番組                                                | リクエスト番組               |
| 2009年10月26日                     | ビッグ対談「舞台は人生 人生は舞台 杉村春子・森繁久彌」        | 1985年06月01日               |
| 2009年10月27日                     | ETV特集「フジコ〜あるピアニストの軌跡〜」                     | 1999年02月11日               |
| 2009年10月28日                     | ETV8「司馬遼太郎 雑談“昭和”への道」                           | 1986年05月19日               |
| 2009年10月29日                     | ETV8「世界の児童文学者に聞く ミヒャエル・エンデ」             | 1986年08月25日               |
| 2009年10月30日                     | ビッグ対談「幸福のありか・知のゆくえ 瀬戸内寂聴・久野収」     | 1986年09月06日               |
| リクエスト第1位 18:05-18:55        |                                                               |                              |
| 放送日                             | リクエスト番組                                                | リクエスト番組               |
| 2009年12月31日                     | たんけんぼくのまち 第1回「チョーさん さっそうはつとうじょう」 | 1984年04月09日               |

## 教育テレビが見つめた くらしまるごと半世紀
趣味実用番組を振り返る番組。ユニークな歴代の講師陣が、番組の秘話を繰り広げる。
放送日時
- 2009年1月5日 月曜日21:00-23:00

出演者
- 司会：三宅裕司、江崎史恵
- 城戸崎愛、江尻光一、林マヤ、冨士真奈美、住田隆 、泉麻人、上原さくら

## 教育テレビの逆襲 よみがえる巨匠のコトバ
「テレビは一億総白痴化を招く」と言われ、批判が集中した初期のテレビ放送。そんな時代に開局したNHK教育テレビの役割と50年の歴史を振り返る番組。
放送日時
- 2009年1月6日 火曜日21:00-23:00

出演者
- 司会：爆笑問題
- 立花隆、糸井重里、加山雄三、矢口真里

## こどものきもち24じ
親や先生、専門家などの大人のインタビューは一切なし、「こどもの声」だけで構成したドキュメンタリー。東京タワー（声・高橋克実）が番組の牽引役を務める。夜の塾、児童福祉施設、早朝の牧場、朝の学校、フリースクール、こども専用電話相談など、24時間の様々なこどもの声に傾けた。50年間、NHKが記録した子どもたちの映像もあわせて紹介。
放送日時
- 2009年1月7日 水曜日21:00-23:00

## 青春集合!アラハタのすべて
若い広場、YOU、ソリトン、しゃべり場など教育テレビと共に50年の歴史を持つNHK若者番組の総決算。「アラハタのリアルな声を未来に残そう」という呼びかけに応じ、参加した1069人のアラハタの自宅PCとNHKのスタジオをネットで結び、番組からの質問に答えてもらう。
放送日時
- 2009年1月8日 木曜日21:00-23:00

出演者
- 司会：藤井隆、塚原愛
- 土田晃之、森達也、谷村奈南、浅利陽介、赤井英和、サバンナ

## クラシック・アーカイブ 和洋名演名舞台
古典芸能、クラシック音楽の名演・名舞台を当時の世相や時代背景とともに紹介する番組。
放送日時
- 2009年1月9日 金曜日21:00-24:30

出演者
- 司会：高橋美鈴
- 第1部 時超至芸鑑（古典芸能）：山川静夫、牧瀬里穂
- 第2部 世紀の名演奏（クラシック音楽）：池辺晋一郎、村治佳織

## あつまれ!キッズソング50 〜スプー・ワンワン宇宙の旅〜
『みんなのうた』、『おかあさんといっしょ』などで生まれたヒットソングで送る、NHKキッズソングの祭典。物語を交えながら「歌のカプセル」を開くことでキッズソングを放送していた。
放送日時
- 2009年1月10日 土曜日15:00-17:00

出演者
- 横山だいすけ、三谷たくみ、坂田おさむ、神崎ゆう子、真理ヨシコ、田中星児、高見映、神田山陽
- キャラクター：スプー、ワンワン、どーもくん、ゴン太くん、じゃじゃまる、ぴっころ、ぽろり、はに丸、タップ、ケボ、モッチ、おどるくん、【友情出演】ガチャピン、ムック

あらすじ
ある日、スプーとワンワンは、突然宇宙のキッズソングコンサートに招待された。会場には横山だいすけや三谷たくみ、そしてNHKの人気キャラクター達がいた。そこへ神田山陽が現れ、コンサートが始まる。歌のカプセル1つ1つにキッズソングが入っているのだ。ところが、数曲聞いたところで泥棒が現れて、歌のカプセルを盗んでしまった。スプーとワンワンは宇宙船に乗って泥棒を追いかける。途中、泥棒が歌のカプセルを落とした惑星を巡りながら、お化けの惑星でタップに、おもちゃの惑星でのっぽさんとゴン太くんに会う。2人がついに泥棒に追いついたところ、泥棒の相棒の正体はどーもくんであることが判明した。泥棒は隕石にぶつかり、記憶をなくしてしまい、唯一覚えているのが歌が好きであると言うことであった。そのため記憶を取り戻すためにならないかと歌のカプセルを盗んだのであった。彼のために歌のカプセルを開けると、泥棒は自分の名前が坂田おさむであると思い出し、かつて歌のお兄さんをやっていたことも思い出す。そこでおさむお兄さんを連れて会場に戻ったスプー達であった。

## 美の贈り物 美術番組ベストセレクション
教育テレビで放送された美術番組を振り返る番組。
放送日時
- 2009年10月30日 金曜日22:25-23:40

出演者
- 司会：山根基世、山田五郎
- 五木寛之、小澤征良